# Нгуен Ван Бонг
Нгуен Ван Бонг (вьет. Nguyễn Văn Bổng; 1921—2001) — вьетнамский писатель, публицист, культурный деятель. Известен своими новеллами и романами, военной публицистикой.

## Биография
Родился в селе Дайкуанг, провинция Куангнам. Участвовал в войне с Францией.
После 1954 года переехал на север страны, где продолжал заниматься деятельностью в сфере культуры — был заместителем секретаря Союза литераторов и деятелей культуры Вьетнама, членом правления Ассоциации писателей Вьетнама.
Во время войны во Вьетнаме с 1963 года находился на юге страны (в ранге вице-президента организации по освобождению юга Вьетнама) и вел публицистическую и пропагандистскую деятельность под псевдонимом Чан Хьеу Минь (Trần Hiếu Minh). Лишь с 1973 года (после возвращения на север страны) начинает писать под собственным именем. С того же времени начал работу в качестве редактора «Художественного журнала». Умер в 2001 году в Ханое.

## Признание и награды
Награждён премиями:
- 1954 — Премия Ассоциация культуры Вьетнама за роман «Буйвол»
- Премия имени Нгуен Динь Тьеу совета по освобождению Южного Вьетнама за мемуары «Бушующий Меконг»
- 2000 — Премия Хо Ши Мина в области литературы и искусства

## Список произведений
- 1944 — Say nửa chừng (рассказы)
- 1952 — Буйвол / Con trâu (роман)
- 1965 — Бушующий Меконг / Cửu Long cuộn sóng (коллективные мемуары)
- 1970 — Rừng U Minh (роман)
- 1972 — Белое Платье / Áo trắng (повесть)
- 1976 — Đường đất nước (коллективные мемуары)
- 1978 — Ghi chép về Tây Nguyên (коллективные мемуары)
- 1983 — Сайгон-67 / Sài Gòn 1967 (роман)
- 1985 — Chuyện bên cầu Chữ Y
- 1989 — Tiểu thuyết cuộc đời (роман)
- 1995 — Thời đã qua (коллективные мемуары)

## Переводы на русский язык
- Нгуен Ван Бонг. Буйвол: роман / Перевод с вьетнамского И. Глебовой. Предисловие Б. Стрельникова. — М.: Издательство иностранной литературы, 1956.
- Нгуен Ван Бонг. Белое Платье: повесть. — М.: Молодая гвардия, 1977.
- Нгуен Ван Бонг. Как я стал бойцом Народно-Освободительной Армии: рассказ / Пер. И. Быстров // Избранные произведения писателей Юго-Восточной Азии. — М.: Художественная литература, 1979.
- Нгуен Ван Бонг. повесть и рассказы // Нгуен Ван Бонг, Тю Ван. Избранное. Серия: Библиотека вьетнамской литературы — М.: Художественная литература, 1983.
- Нгуен Ван Бонг. Сайгон-67: роман. — М.: Радуга, 1990.